# 费雪原理
费雪原理（英語：Fisher's principle）解释了为何大多数物种的性别比接近于1:1。 此原理最初由Düssing在1887年提出，之後在羅納德·费雪1930年的巨著《自然選擇的遺傳理論》中提到的，被错误的认为是费雪原创。尽管如此，A·W·F·爱德华兹仍将其评价为“或许是进化生物学最著名的论证。”特别的，费雪用亲代支出一词来表达他的论证，并预测在两性上的亲代支出应是均等的。1：1的性别比因此被称为“费雪式”性别比；非1：1的那些则被称为“非费雪式”或“反常”的，这些发生在费雪模型的假设被打破的情况下。

## 简化解释
威廉·唐納·漢彌爾頓在他1967年的关于“反常性别比”文章里给出了如下简化的解释，假设条件为产生雄性和雌性的消耗量相同：
1. 假设产出雄性的生育频率低于产出雌性的。
2. 一个雄性新生儿较一个雌性新生儿有更好的交配机会，因而可以预期前者有较多的后代。
3. 因此遗传上倾向于生育雄性的亲代，将趋于生育出多于平均数量的孙代。
4. 因此趋于生育雄性的基因会扩散，而生育雄性则变得更普遍。
5. 一旦接近1：1的性别比，与生育雄性相关的优势将会消亡。
6. 类似的推理在把雌性替换为雄性的情况下亦成立。因此1：1是均衡比率。

以现代语言描述，1：1的比例是进化稳定策略（ESS，evolutionarily stable strategy）。

## 亲代支出
特别地，费雪以亲代支出一词构建了他的论证。在其《自然选择的遗传理论》第六章“有性生殖和性选择”的“自然选择与性别比”一节里(p141):
在所有种类的生物中，后代自其亲代接受一定数量的生物学上的资本，从而开始他们的生涯。此数量在不同物种中变异极大，但是总而言之，在后代可以独立生存之前，都有一定的营养支出以及几乎在所有情况下都有的时间或行动的支出，这些都是亲代在其本能诱导下做出的，以利其后代。在这些代表其后代的亲代支出刚刚终止的一刻，让我们考虑这些后代的繁殖价值。如果我们考虑整整一代的这样的后代的繁殖价值的总和，那么很显然此群体内所有雄性成员的总价值和所有雌性成员的总价值是相等的，因为每个性别必定为其物种的所有未来后代贡献一半的血统。从这一点出发，性别比在自然选择的影响下必然如此自我调节，使得每个性别的子代导致的总亲代支出应当相等；因为假如并非如此，比如生育雄性导致的总支出少于生育雌性导致的总支出，那么既然雄性的总繁殖价值等于雌性，将会变成那些先天倾向导致他们胜于雄性的亲代会以相同的支出，创造更大量的繁殖价值；结果，他们同那些先天偏向生育雌性的亲代会相比，成为更大比例的未来后代的祖先。故而选择会提高性别比，直到在雄性上付出的支出等于在雌性上的为止。

## 論證的發展
A·W·F·爱德华兹评价费雪原理为“或许是进化生物学最著名的论证”（但似乎仍有争议：如果达尔文的原创论证被刻意排除于考虑范围之外，那么至少威廉·唐納·漢彌爾頓 的整體適應度概念挑战了这一地位），具有超越了仅仅发现一个性别比的均衡值的重要性。
费雪原理是这样一个早期模型，其中因每个性别提供了一半的所有未来后代基因，而使产生更多任一性别后代的基因在人口中平衡的。
费雪原理深植于频率依赖型选择的概念中，尽管费雪原理本身并非频率依赖型选择。频率依赖型选择，在这一情景下，是指这样的逻辑：一个个体能够繁衍的概率依赖于与其自身性别有关联的相对应的另一性别的频率。达尔文在《人类的由来》（1871年）中最先描述了这一概念。
费雪原理扩展了频率依赖型选择以解释自然选择如何作用于一个基因——此基因影响个体的孙代频率——而不影响其子代频率。费雪预测了双亲会对其每个性别的后代投入相等的资源，因为每个性别提供了所有未来后代恰好一半的基因。其结果是造成双亲在不同性别间不均等分配的基因趋向于被选择去除。费雪注意到在人类中，男孩出生得更多，而男孩在婴儿时期更容易死亡。由此，他推论出因父母趋于更少的在男孩上投资-因为更多的男孩在亲代抚育周期结束前死亡-存在较高的男性死亡率以均衡亲代在每个性别的投资。
费雪原理也是进化博弈理论的前身。羅伯特·麥克阿瑟 (1965)首次提出将博弈论的语言应用在性别比上，之后被威廉·唐納·漢彌爾頓 (1967) 以“unbeatable strategy”来描述均衡点而重拾。漢彌爾頓的unbeatable strategy被John Maynard Smith和George R. Price (1973) 提炼成进化稳定策略的概念，即一个不能被任何变异策略攻陷的策略。
由羅伯特·泰弗士所展开的费雪的亲代支出概念（现称为亲代投资）目前已是一个生态学的重要概念。

## 費雪資料來源
A·W·F·爱德华兹的歷史研究顯示出這個理論錯誤地被歸功於費雪（這名字太廣泛使用，實在不太可能更改）。查爾斯·達爾文在人類的由來的第一版裡本來寫了一個相似但是有些令人混淆的理論，但是後來在第二版裡把這刪掉了。費雪只有後者的書，並引用達爾文的自然選擇的遺傳理論。

## 延伸閱讀
- 史蒂芬·古爾德 (2002) The Structure of Evolutionary Theory.  (pages 648-649, 678, and 692 on sex ratio)
- 理查德·道金斯 (2004) "The Seal's Tale", The Ancestor's Tale, A Pilgrimage to the Dawn of Life. Boston: Houghton Mifflin Company. ISBN 0-618-00583-8